# Luigi Vittorio Ferraris
Luigi Vittorio Ferraris (Roma, 20 marzo 1928 – Senigallia, 13 novembre 2018) è stato un diplomatico italiano.

## Biografia
Ferraris proveniva da un'importante famiglia piemontese. I suoi nonni erano Luigi Ferraris, deputato, ministro e senatore nel Regno d'Italia, e Giancarlo Croce, un generale. I suoi prozii erano l'archeologo Luigi Pigorini, il fondatore dell'archeologia preistorica e protostorica in Italia e la scrittrice Caterina Pigorini Beri.
Si laurea in Giurisprudenza alla Sapienza - Università di Roma nel 1949, studia legge anche ad Heidelberg (in Germania) e consegue il Diploma in Diritto Internazionale all’Aja nel 1951. 
Nel 1952 entra per concorso in carriera diplomatica. Dapprima alla Direzione Generale del Personale, nel 1953 è al Consolato di Monaco di Baviera
. Rientrato una prima volta a Roma nel marzo 1954, presta poi servizio negli Stati Uniti (Vice Console a Newark) dal 1955 al 1957, in Turchia (Secondo Segretario presso l'Ambasciata ad Ankara) dal 1957 al 1959 e in Bulgaria (Primo Segretario presso la Legazione a Sofia) dal 1959 al 1962. Rientrato al Ministero nel 1962 sempre alla Direzione Generale del Personale, nel 1963 è trasferito prima in Venezuela (Consigliere e poi Primo Consigliere presso l'Ambasciata d'Italia a Caracas dal 1963 al 1967) e poi in Polonia (Primo Consigliere presso l'Ambasciata d'Italia a Varsavia dal 1967 al 1969) . Viene richiamato a Roma nel 1969, dove dirige prima l'Ufficio VI della Direzione Generale Affari Politici e poi, dal 1972, l'Ufficio III (Europa orientale). In virtù di questo ruolo, ha seguito dal novembre 1972 al febbraio 1975 i negoziati di Helsinki nell’ambito della CSCE. Dal febbraio 1975 ha ricoperto il ruolo di Vice Direttore Generale della Cooperazione Culturale, Scientifica e Tecnica, mentre nel marzo 1977 è posto a capo della Direzione Generale del Personale e dell'Amministrazione . Nel 1980 è nominato Ambasciatore d’Italia a Bonn, incarico ricoperto fino al 1987.
Terminata la carriera diplomatica, dal 1987 al 2000 è Consigliere di Stato e dal 2000 è nominato Presidente onorario di Sezione del Consiglio di Stato.
Dal febbraio al maggio 1996 è Sottosegretario al Ministero degli Affari esteri nel I Governo Dini (Ministro degli Affari Esteri – Susanna Agnelli).
Come docente universitario ha insegnato presso la facoltà di Scienze Politiche all’Università Orientale di Napoli, in quella di Firenze, alla Sapienza ed alla Luiss Guido Carli di Roma; ha avuto varie cattedre (di politica Internazionale, di Studi strategici e di Relazioni Internazionali) all’Università di Trieste.
Tra il 1990 ed il 1994 ha anche insegnato in Università tedesche.
È membro di molte istituzioni: dal 1988 al 2007, è presidente del Centro Culturale Italo-tedesco “Villa Vigoni”, Menaggio (Como); per molti anni, a partire dal 2000, è stato presidente del “Centro Italiano di Studi per la Conciliazione Internazionale” a Roma e dell’Accademia di studi italo-tedeschi a Merano. È stato anche presidente della Associazione Italiana Studi di Storia dell’Europa Centrale e Orientale (AISSECO). È stato membro di numerosi Consigli di istituzioni ed associazioni (tra cui l’International Institute for Strategic Studies di Londra).
È autore di libri sul Ministero degli Affari Esteri, sul Venezuela e sulla Germania; è autore di circa 400 saggi ed articoli su temi di relazioni internazionali, di storia delle relazioni e di politica internazionale e di politica dell’Europa Orientale. 
Nel 1990 ha vinto il Premio Acqui Storia "Testimone del tempo".
È morto il 13 novembre 2018 all'età di 90 anni.
Nel 2021 è stata costituita l'Associazione Amici di Luigi Vittorio Ferraris che si propone soprattutto di mantenere vivo il ricordo ed i valori del diplomatico scomparso.

## Opere
- Ferraris, Luigi Vittorio. L'amministrazione centrale del Ministero degli Esteri italiano nel suo sviluppo 1848-1954, Biblioteca della “Rivista di Studi Politici Internazionali,” Firenze, 1955, pp. 102.
- Ferraris [VALSALICE], Luigi Vittorio [Luigi]. Guerriglia e politica. L'esempio del Venezuela (1962-1969), Valmartina Editore in Firenze, Firenze, 1973, pp. 264.
- Ferraris [VALSALICE], Luigi Vittorio [Luigi]. Guerrilla y politica. Curso de Acción en Venezuela (1962-1969), Editorial Pleamar, Buenos Aires, 1975, pp. 213.
- Ferraris, Luigi Vittorio (a cura di). Testimonianze di un negoziato: Helsinki, Ginevra, Helsinki 1972-1975, CEDAM, Padova, 1977, pp. 660.
- Ferraris, Luigi Vittorio (a cura di). Report on a negotiation: Helsinki - Geneva - Helsinki, 1972-1975, Leiden, Geneva, 1979, pp. 439.
- Ferraris, Luigi Vittorio. Wenn schon, denn schon - Aber ohne Hysterie. An meine deutschen Freunde, Monaco di Baviera, Pintul, 1988, pp. 166.
- Ferraris, Luigi Vittorio, TRUATMANN, Günter, and ULLRICH, Hartmut. Italien auf dem Weg zur “Zweiten Republik”? Die politische En twicklung Italiens seit 1992, Peter Lang, Frankfurt a. M., 1995, pp. 455.
- Ferraris, Luigi Vittorio (a cura di). Manuale della politica estera italiana 1947-1993, Laterza, Bari, 1996, pp. 624.
- Ferraris, Luigi Vittorio (a cura di). Annuario di politica estera italiana - luglio/dicembre 1996, Editoriale Scientifica, Napoli, 1998, pp. 278.